# 台湾麻雀
台湾麻雀（たいわんマージャン）とは、台湾で遊ばれている麻雀のことであり、台湾では中国語で麻將（マージャン）と呼ばれ、台湾語で麻雀（マーチョッ、ムァチョッ）と呼ばれる。日本においては、台麻（たいま）と呼ばれることが多い。
標準ルールといえるものが存在しておらず、各地に様々なローカルルールが存在する。台灣新章麻將規則と呼ばれるものがあるが一個人の創作に過ぎず、普及していない。なお、香港式台湾麻雀も存在するが、台湾で慣れているルールとあまりにも違っているので、香港でしか普及していない。
以下、台湾各地で共通しているルールに基づいて台湾麻雀を紹介する。

## 日本麻雀との違い
同じ麻雀であるので、ゲームの流れはだいたい同じだが、大きなルールの違いによって戦略も変わっており、全く別のゲームと言ってもよい。以下、その相違点だけを挙げる。

### 道具
- 日本ルールでは34種136枚の牌を使うが、台湾ルールではそれに加えて8枚の花牌（春夏秋冬と梅蘭竹菊）を使う。
- 日本ルールではサイコロを2個だけ使うが、台湾ルールではサイコロを3個使う。
- 砌牌時と対局中に、牌幢と手牌をきれいに整えるために、麻雀卓の縁の代わりに、牌尺という道具をよく使う。

### ゲームの流れ
- 日本ルールでは13枚の手牌を14枚にしてあがるが、台湾ルールでは16枚の手牌を17枚にしてあがる。すなわち、基本となる和了形は5面子1雀頭である。
- 日本ルールは半荘制が一般的だが台湾ルールは一荘制、すなわち東場から北場まで16局行う。
- 日本ルールで王牌は14枚であるが、台湾ルールでは手牌と同じ16枚を残す。したがって、鳴きがなければちょうど16巡で流局となる。
- ノーテン罰符はない。流局時、親が聴牌していなくても連荘する。
- 残りのツモがない時、台湾ルールでは鳴きが禁止されている。
- 日本ルールでは海底牌を必ず取るが、台湾ルールでは海底牌を取らないという選択もある。もちろん、海底撈月という役もしくはツモあがりを狙うために、海底牌を取っても構わないが、これを取ったら必ず河底摸魚の役が付く放銃のリスクを負って河底牌を打つことになる。
- 九種九牌・四風子連打・四槓算了などの途中流局は原則としてないが、一路帰西（第1巡に西の4枚連打）はあまりにも縁起が悪いので、ローカル途中流局ルールとして普及している。
- 日本ルールでは捨て牌をちゃんと並べるが、台湾ルールでは捨て牌を適当に河に置く。そのため、フリテンのルールも日本麻雀とだいぶ違う（過水に詳述）。
- 連荘する時、日本ルールでは点棒で示すが、台湾ルールではサイコロを親の牌尺の前もしくは副露の上に置いて、サイコロの目で示す。

### 花牌
- 配牌時、親から花牌を抜き、補花する（嶺上牌を取る）。親は補花の必要がなければ、もしくは補花し終わったら「請補（チャーポー、どうぞ）」と発声してから、下家が補花する。下家の子も補花の必要がなければ、もしくは補花し終わったら「過補（クェーポー、パス）」と発声してから、その次の子が補花する。
- 対局中、花牌を取ると、副露して補花する。補花牌でツモあがると、嶺上開花と見なす。
- 「七搶一」と「八仙過海」の特殊形でツモあがっても補花する。補花して手牌もツモあがれば、点数が複合する。
- 台湾南部のルールでは、一般的に花牌を採用しない。

### 役
- 日本ルールでは点数を符と飜で計算するが、台湾ルールでは「台」を使う。役にはそれぞれ台数が定まっており、その単純な足し算によって計算される。
- 日本ルールの役は40種類ほどだが、台湾ルールの役は30種類しかない。日本では符計算に使うような待ちの形・門前ロンなども役として扱われ、日本では馴染みのないような役も多数ある。
- 日本ルールは1飜縛りだが、台湾ルールは縛りが存在しない。すなわち、役がなくてもあがれる。
- 台湾ルールでは、ツモあがりはロンあがりの3倍の点数が得られる（得点計算に詳述）。
- 日本ルールの満貫のような点数打ち切りはない。成立している役は全て数えて計算する。日本ルールにおける役満貫相当の役についても同様である。
- 食い下がりはない。門前であること自体が条件である役を除いては、門前でもそうでなくとも点は変わらない。
- ドラはない。

### 鳴き
- 日本ルールでは鳴きの発声有無と内容が厳しく規定されているが、台湾麻雀では鳴きの発声についてあまり制限がない。チーと上家の捨て牌のポンはあまり発声していない。対面か下家の捨て牌のポンとカン、もしくはロンかツモあがりでも、とにかく相手の動作を止めれれば、どんな発声でも構わない。そのゆえ、ロンの場合でも、「ポン」や「トゥイ（台湾語のポン）」、「ちょっと待って」、「あれだ」、「どうも」などの発声をする人も多い。
- 日本では発声優先というルールを採用するところも多いが、台湾ルールでは見光死という原則が用いられる。次の打牌が発生しない限り、たとえツモして牌を見ても、もしくはチーの副露ができても、ポン（カン）は必ず優先する。そのゆえ、牌を鳴く時に、チーが悪ポンによりキャンセルさせないように、副露を作る先に捨て牌をしておく人が大勢いる。
- 上家の捨て牌を大明槓してはいけない。
- 大明槓によるツモあがりはチョンボとなる。暗槓と加槓だけ認められる。
- 暗槓は4枚すべての牌を伏せて行う。局の終了時に初めて示すこと。
- 日本ルールでは副露を右側に置く。一方、台湾ルールでは右側に置いても変だと思われないが、副露を手牌か牌尺の前に置くことのほうが多い。副露は誰の捨て牌と示す必要がないので、鳴いた牌を横にしない。ただし、チーした牌は順子の真ん中に置く。

### リーチ
- 台湾ルールでは、リーチがローカルルールとして扱われている。リーチのルールを採用しても、日本ルールのリーチとだいぶ違っている。
- 牌局中、副露の有無を問わず、嗆聽（聴牌を宣告して手牌をもう変えてはいけない）によりおまけの1台がもらえる、というローカルルール（主にネット麻雀）があるが、これはあまり普及されていない。
- 牌局の最初の1、2巡目だけにMIGI（ミギ）を宣告できる。ただし、その前にチー、ポン、カンが入ったらできない。MIGIを宣告したら、聴牌を宣告して手牌を変えることはできない。暗槓もしてはいけない。このルールは広く普及している（ただし、1巡目にしか宣告できないから4巡目まで宣告できるまで、色々なバリエーションも存在する）。

### 得点計算
- 点数の計算公式：〔基本底＋役の台数＋親台〕×倍率
- 底： 役の有無と関係なく、あがるともらえる基本点数。通常、台の2~5倍と設定する。
- 親： 親が連荘ｎ回目の時にロン、ツモ、放銃、被ツモすると、(2n+1)台が加わる。計算の便宜上、あがり後、常に「荘家、連ｎ、拉ｎ」という形で役と一緒に宣告する。
- 倍率はただ台数と点数もしくはレートだけで、どんな数値でも設定できる。
- 以下、〔底3、台1〕という設定で具体例を説明する。 例えば、【混一色・対々和・三暗刻（計10台）】という役が成立したとすると、

子が子の捨て牌にロンあがり：底の3台＋役の10台=13台
子が連荘2の親の捨て牌にロンあがり：底の3台＋役の10台＋親の5台=18台
子のツモあがり（連荘2）：（子）底の3台＋役の11台（ツモも役）=14台、(親)底の3台＋役の11台＋親の5台=19台。子二人14台×2＋親の19台=総計47台
親が子の捨て牌にロンあがり：底の3台＋役の10台＋親の5台=18台
親のツモあがり（連荘2）：底の3台＋役の11台（ツモも役）＋親の5台=19台。子三人19台×3=総計57台
- 上記の例で説明したように、台湾ルールでは連荘とツモこそ点数を多く稼げる方法である。

### 過水 (クェスイ)
- 日本ルールのように全局のフリテンはない。
- リーチ（MIGI）後のフリテンがある。あえてロンを逃したら、ツモあがりでも解除できない。
- 同巡内フリテンはあり、自分を含むプレイヤーが同巡内で先に捨てた牌であがることはできない。これは日本の同巡内振聴にあたるが日本で一般的なアリアリにおけるこれと異なり、同巡のツモあがりも禁止される。
- 上の過水が発生してから、待ちでない牌を打ってからこそ未過水状態を解除する。つまり、未過水のツモあがりはチョンボとなる。もし未過水の場合で待ち牌を引いたら、どんな牌を打っても待ち牌となるので、未過水の状況が続く。
- 加槓すると他家によるロンあがりの可能性が発生するので捨て牌と同等の性質をもつとみなされ、加槓で未過水状態を解除できる。ただし、暗槓で解除できない。
- 以上のルールはチー、ポンにも適用する。つまり、喰い替え・ポン位置選択は禁止されている。例えば、

手牌に234とあって2と5のどちらをチーしても、その直後に2を捨てることはできない。
ポンした直後に、同じ牌を捨てることはできない。
自分を含むプレイヤーが同巡内で先に捨てた牌をポンすることはできない。

### ツモあがりの制限
ツモあがりの牌は、手牌とある程度の距離を保って置く。日本麻雀で正しいマナーとして行われている程度より、やや離す。なお、以下の状況では、ツモあがりが認められない。
- ツモあがりの牌を手牌と並べたり、手牌の傍に寄せたり、あらゆる可能な形で手牌と接触したりした。
- ツモあがりの牌を河に落とした。
- ツモあがりの牌を卓下（地面）に落とした。
- ツモあがりの牌が麻雀卓の縁に接触した。
- 前述した未過水の状態で待ち牌をツモした。
- 手牌を開く時に、断橋（手牌を崩してしまう）した。

なお、対局中に搭子を示したが、結局チーかポンをしなかったら、その搭子でツモあがりかロンあがりをしてはいけない。ただし、ポンやカンの優先のせいでできなかったチーの搭子見せは、この制限に適用しない。

## 役
本節では、台湾麻雀にある役を種類別に並べて紹介する。

### 親家
前述の得点計算にも言及したが、親が連荘ｎ回目の時にロン、ツモ、放銃、被自摸すると、(2n+1)台が加わる。ただし、便宜上、役のように扱われて牌局終了時に宣告することが多い。

#### 莊家（1台）
親家のロン、ツモ、放銃、被自摸に1台を追加する。

#### 連莊、拉莊（2n台）
連荘を1回すると合計で2台ずつ増えていく。日本式にいうと、1本場が300点ではなく2台に相当する。親家のロン、ツモ、放銃、被自摸に莊家役とともに連荘、拉荘数の分の支払いも追加する。
拉荘の「拉」は「引く」という意味。

### 基本役

#### 門清（1台）
碰（ポン）吃（チー）明槓のないあがり（花牌があってもよい）。日本語では門前清と呼ばれるが、台湾では門清と呼ばれる。

#### 自摸 （ツモ）（1台）
ツモあがり。門前清でなくても加算する。

#### 独聴（1台）
待ち牌の種類が1種類しかない。日本式にいうと、辺張待ち、嵌張待ち、単騎待ちに近いものである。
ただし、台湾北部のルールでは、もし待ち牌の種類が2種類以上であれば、たとえ辺張待ち、嵌張待ち、単騎待ちのいずれに解釈ができても、独聴と見なさない。台湾南部のルールでは、日本式の辺張待ち、嵌張待ち、単騎待ちのいずれに解釈ができれば、独聴と見なす。
例えば、7888萬の形で聴牌する時、待ち牌は679萬。台湾北部のルールにおいては、待ち牌が3種類なので、679萬のいずれであがっても独聴ではない。一方、台湾南部のルールにおいては、7萬であがれば、単騎待ちと見なし、1台を追加する。

#### 搶槓（1台）
他家の加槓牌でロンあがりした場合に成立する役。日本麻雀にもある役。

#### 槓上開花（1台）
槓をしたときに補充する嶺上牌または花牌の補充牌によるツモあがり。日本麻雀の嶺上開花に等しいもの。
自摸が加算されるので実質2台役。
ただし、前述の鳴きにあるように大明槓の嶺上開花は逆にチョンボとなる。

#### 海底撈月（1台）
海底牌でツモあがりした場合に成立する役。日本麻雀にもある役。
自摸が加算されるので実質2台役。

#### 河底摸魚（1台）
河底牌でロンあがりした場合に成立する役。日本麻雀にもある役。

### 牌形

#### 平和（2台）
字牌、花牌、刻子なし（5順子1雀頭）。門前清でない。ツモでない。両面待ち。
日本麻雀にもある役だが、定義上では門前清とツモに関してはほぼ逆。台湾麻雀の平和の定義は、台数を追加し得る要素が1つも存在しないということである。

#### 不求人 (3台）
門前清かつツモのあがり。これは門清1台＋ツモ1台＋不求1台の結果なので、役を宣告する時に別々に宣告する人もいる。
門前清のロンあがりは不求人ではない（門前清の1台しかない）。

#### 全求人 （3台）
暗槓を含めないで5副露した（裸単騎）ロンあがり。これは全求2台＋独聴1台の結果なので、役を宣告する時に別々に宣告する人もいる。
裸単騎のツモあがりは全求人ではない（独聴の1台とツモの1台しかない）。ただし、半求（1台）というローカルルールを採用すると、裸単騎のツモあがりも3台になる（独聴、ツモ、半求）。

#### 対々和(台湾語：碰碰胡) （4台）
5刻子（槓子）1雀頭によるあがり。日本麻雀にもある役。

#### 嚦咕嚦咕（リクリク） （ローカル役：4台）
7対子1刻子による特殊なあがり。必ず門前清であり、門清の1台が追加されない。これは普及しつつあるローカル役である。

### 牌色

#### 混一色（台湾語：湊一色） (4台）
萬子、筒子、索子のいずれか1つと字牌だけで作ったあがり。日本麻雀にもある役。

#### 清一色 （8台）
萬子、筒子、索子のいずれか1つだけで作ったあがり。日本麻雀にもある役。

#### 字一色（8台または16台）
字牌のみで構成された和了形である。日本麻雀にもある役。
もし8台のルールを採用すると、対々和の役も必ず複合して計算する。一方、16台のルールを採用すると、対々和と複合しないと設定する場合もある。いずれにしても、大三元や小四喜などの字牌に関する役は必ず複合する。

### 暗刻

#### 三暗刻 （2台）
3組の暗刻（または暗槓）を含むあがり。日本麻雀にもある役。

#### 四暗刻 （5台）
4組の暗刻（または暗槓）を含むあがり。日本麻雀にもある役。

#### 五暗刻 （8台）
5組の暗刻（または暗槓）を含むあがり。これは対々和と複合するため、実質12台の高い役である。

### 字牌

#### 三元牌 （1台）
中、発、白の刻子または槓子。日本麻雀にもある役。

#### 圏風牌 （1台）
その局の圏風の刻子または槓子。日本麻雀では場風牌に相当する役。
門風と重なったら、日本麻雀と同じく二回計算する。

#### 門風牌（1台）
その人の門風の刻子または槓子。日本麻雀では自風牌に相当する役。
圏風と重なったら、日本麻雀と同じく二回計算する。
しかし、台湾麻雀の門風の定義は日本麻雀とだいぶ違っている。日本麻雀では親が必ず東家であるが、台湾麻雀では開門する場所で東家を決めている。詳しく説明すると、親が出したサイコロの目は5、9、13、17であれば、親が東家である。4、8、12、16であれば、親が南家である。3、7、11、15であれば、親が西家である。6、10、14、18であれば、親が北家である。

#### 小三元 （4台）
三元牌のうち2種類を刻子（または槓子）にして、1種類を雀頭にするあがり。三元牌の役をすでに含んでいるため、2台を追加してはいけない。日本麻雀にもある役。

#### 大三元 （8台）
三元牌を3つ刻子（または槓子）にするあがり。三元牌の役をすでに含んでいるため、3台を追加してはいけない。日本麻雀にもある役。

#### 小四喜 （8台）
風牌のうち3種類を刻子（または槓子）にして、1種類を雀頭にするあがり。圏風牌と門風牌の役を追加できるかどうかについて、色々なバリエーションが存在するが、一般的には追加しない。日本麻雀にもある役。

#### 大四喜 （16台）
風牌を4つ刻子（または槓子）にするあがり。圏風牌と門風牌の役をすでに含めるため、追加してはいけない。日本麻雀にもある役。

### 花牌

#### 正花 （1台）
花牌に1から4の数字が付く。東家は1花を正花とし、反時計回りで数える。
すなわち、東家は春と梅が正花である。南家は夏と蘭が正花である。西家は秋と竹が正花である。北家は冬と菊が正花である。
日本ルールと違い、東家は開門する場所により決まる（門風牌に詳述）。

#### 花槓 （1台）
春夏秋冬（四季）または梅蘭菊竹（四君子）のどちらかを4枚とも揃える。正花のおまけに1台を追加するため、実質2台がもらえる。

#### 七搶一（8台）
1人で7枚の花牌を抜いた状態の特殊あがり。成立条件は以下のいずれか。いずれも花牌1枚を抜いたプレーヤーの放銃扱いとなる。この役の点数には花牌の点数は加算されない。
- 配牌の時点で1人で7枚の花牌を抜いた状態で他家が残った1枚の花牌を抜いたとき。
- 他家が1枚の花牌を抜いていて、かつ、すでに花牌を6枚抜いているプレーヤーが7枚目の花牌を抜いたとき。
- 花牌を7枚抜いているプレーヤーがいる状態で他家が残った1枚の花牌を抜いたとき。

なお、7枚の花牌を揃えた時点で残った1枚の花牌がまだ山にある場合は、藏花(花牌を抜かないこと)を許可するかどうかによって扱いが変わる。藏花のルールを認める場合は、7枚の花牌を抜いているプレイヤーがいると、放銃を避けるために残った1枚の花牌を引いても抜かなくてよい（もちろん、これによってあがれなくなってしまう）。藏花のルールを認めない場合は、花牌を抜かない場合は反則なので、発覚したらパオになってしまう。
七搶一であがっても、必ず補花しなければならない。もしその補花牌で嶺上開花すれば、役を複合して計算する(他に役があればそれも複合する)。
他に役のない手牌を七搶一かつ嶺上開花でツモあがりする例としては、
- 残った1枚の花牌を持つプレイヤーは、七搶一8台＋嶺上開花1台＋ツモ1台=10台
- 花牌を持っていないプレイヤーは、正花1または2台+花槓1台+嶺上開花1台＋ツモ1台=4または5台
- 親であるプレイヤーには、別として連荘ｎ回の（2n+1）台が追加される。

藏花のルールを認めない場合、放銃を避けるため故意に反則を犯すことがあるため、この役自体を採用しないこともある。

#### 八仙過海（16台）
1人で8枚の花牌を全部抜いた状態の特殊あがり。ツモあがりとみなす。
八仙過海であがっても、必ず補花しなければならない。もしその補花牌で嶺上開花すれば、役を複合して計算する。
他に役のない手牌を八仙過海かつ嶺上開花でツモあがりする例としては、
- 親は、八仙過海16台＋嶺上開花1台＋ツモ1台＋親（2n+1）台=19+台
- 子は、八仙過海16台＋嶺上開花1台＋ツモ1台=18台

### 天運

#### MIGI（天聴、地聴）（8台）
チー、ポン、カンが入っていない最初の1、2巡目に聴牌を宣告する。門前清と複合しない。
MIGIを宣告したら、手牌を変えることはできない。暗槓もしてはいけない。
ただし、1巡目にしか宣告できないから4巡目まで宣告できるなど、色々なバリエーションも存在する。

#### 人和（16台）
子の最初のツモより前に捨てられた牌でロンあがりした際に成立する。ただし、それより先にチー・ポン・カンがあった場合は無効となる。
門前清とツモ、MIGIと複合しない。

#### 地和（16台）
子の第1ツモであがることで成立する。ただし、第1ツモの前に他家によるチー・ポン・カンが入ると無効になる。門前清とツモ、MIGIと複合しない。

#### 天和（16台または24台）
親の配牌の時点で既に和了の形が完成している状態。門前清とツモ、MIGIと複合しない。

### 役の複合
- 役の複合を認める。
- ある役が成り立つとき、同じ種類の他の役が必ず成り立つならばそれらのうち一方のみ（高い方）の成立を認める。
- 役牌以外について、同じ名の役が複数認められることはない。
- 連荘とツモのルールのため、理論上は無限大の台数が可能である。
- ツモと連荘、連荘している親の放銃にこだわるほうが効率的に点数を得られる。それに、1局内でツモできる回数は16回しかないので、役満（上限）なしといっても、あまり高目の役にこだわらなくてもよい。

### 罰則
- チョンボ（未過水のロン、ツモあがりも含めて）：宣告した点数と他の三家が聴牌している点数の高いほうを、三家に払い戻す。
- 多牌、少牌：発覚した時点で鳴きとあがりが禁止される。
- 未過水のチーとポン（喰い替え・ポン位置選択など）：行われた直後の発覚であればその鳴きを戻すか、もしくは以後の鳴きとあがりが禁止となる。
- 藏花（許可されていないルールなら）・偽暗槓：パオ

### ローカルルール
これらのルールは、台数を増やすためにネット麻雀や三人麻雀でよく採用されている。
- 見花見台：花の数字と位置に関係なく、花牌があれば1台ずつ追加する。
- 見風見台：風牌の種類と関係なく、風牌の刻子があれば1台ずつ追加する。
- 明槓1台、暗槓2台。
- 無字無花：字牌も花牌も含まないあがり。2台。